# یوری مالیشف (قایقران روئینگ)
یوری مالیشف (روسی: Юрий Александрович Малышев؛ زادهٔ ۱ فوریهٔ ۱۹۴۷) قایقران روئینگ اهل اتحاد جماهیر شوروی سوسیالیستی بود.